# Oasis Knebworth 1996
Oasis Knebworth 1996 è un docufilm del 2021 diretto da Jake Scott che racconta i grandi concerti tenuti dal gruppo musicale degli Oasis a Knebworth Park, nella contea inglese dell'Hertfordshire, il 10 e l'11 agosto 1996, di fronte a 250 000 spettatori totali. I fratelli Liam Gallagher e Noel Gallagher, componenti della nota band di Manchester, ne sono anche i produttori esecutivi.
La pellicola, prodotta da Black Dog Films con la collaborazione di Kosmic Kyte, società cinematografica fondata dai fratelli Gallagher nel febbraio 2021, e di Sony Films, ripropone il meglio delle due serate musicali di Knebworth con materiale d'archivio inedito, filmati del dietro le quinte e interviste ai membri degli Oasis, agli organizzatori e ai fan presenti allo storico evento.

## Distribuzione
Il trailer ufficiale del film è stato diffuso il 10 agosto 2021, in occasione del venticinquesimo anniversario del primo dei due concerti degli Oasis a Knebworth Park. Il documentario è stato proiettato in anteprima il 16 settembre 2021 a Londra, alla presenza di Noel Gallagher e del regista Jake Scott, ed è arrivato nelle sale cinematografiche britanniche il 23 settembre. In Italia la pellicola è stata proiettata nelle sale del circuito Nexo Digital il 27, 28 e 29 settembre 2021.

## Pubblicazione
Il 19 novembre 2021 è stato pubblicato uno speciale DVD/Blu-ray dell'album contenente le registrazioni dei due concerti, per l'etichetta Big Brother Recordings. Tra i formati disponibili vi è quello con 2 CD dal titolo Knebworth 1996 e triplo LP in vinile, con la versione digitale dell'album contenente audio in alta definizione. Il DVD è stato pubblicato come disco triplo contenente il documentario Oasis Knebworth 1996, ambo le registrazioni delle due serate per intero, con il Blu-ray in formato disco singolo.

## Accoglienza
Oasis Knebworth 1996 è divenuto il documentario che ha riscosso il maggiore incasso nei cinema del Regno Unito nel 2021, con 634 728 sterline di guadagno in quattro giorni; la richiesta è stata così elevata che è stata inserita un'ulteriore data (29 settembre) per la proiezione nelle sale cinematografiche britanniche.